# Jacky im Königreich der Frauen
Jacky im Königreich der Frauen (Originaltitel: Jacky au royaume des filles) ist ein französischer Film von Riad Sattouf aus dem Jahr 2014. Der Film basiert auf einem Comic von Sattouf und handelt von einer Gesellschaft, in der die Geschlechterbilder vertauscht sind und Männer einen Schleier tragen müssen. Der Filmstart in Deutschland war am 19. Februar 2015.

## Handlung
In der Republik Bubunne sind die Frauen an der Macht (Matriarchat), während die Männer den Haushalt führen, einen Schleier tragen müssen und als Lustobjekt dienen. In dieser Welt lebt der 20-jährige Jacky, der wie viele jungen Männer davon träumt, „La Colonelle“, die Tochter der Diktatorin, heiraten zu dürfen. Er wohnt in seinem Heimatdorf mit seiner Mutter Zani zusammen. Diese bekommt zahlreiche Heiratsangebote für Jacky, die sie aber bislang allesamt ablehnt. Sein Vater starb bei seiner Zeugung, so dass ihn der väterliche Freund Julin mit groß zieht und ihm z. B. das Schreiben beibringt.
Als ein traditioneller Ball veranstaltet werden soll, um Colonelles zukünftigen Ehemann zu finden, will Jacky unbedingt daran teilnehmen. Der Preis für die Eintrittskarten ist allerdings für ihn und seine Mutter unerschwinglich hoch. Um an einen „Schatz“ heranzukommen, den ihm laut Julin sein Vater hinterlassen hat, schaltet er die Polizei ein. Diese verhaftet jedoch Julin, da er sich mit Flugblättern für Männerrechte und den Sturz des herrschenden Regimes einsetzt. Zum Lohn für die Festnahme das lange gesuchten ausländischen Agenten wird ihm eine Eintrittskarte für den Ball übergeben. Durch den plötzlichen Tod seiner Mutter kommt Jacky in die Obhut der Familie seiner Tante, die ihn als Haussklaven behandelt und ihm die wertvolle Eintrittskarte abnimmt. Da er nun nicht mehr zum Ball kann, flieht er aus seinem Heimatdorf und trifft in den Wäldern auf Julin, der aus dem Gefängnis fliehen konnte. Er überreicht ihm den „Schatz“ seines Vaters, eine Uniform eines weiblichen Leutnants.
Beide reisen in Verkleidung als hohe weibliche Armeeoffiziere zum Palast, um mit Schwarzmarktgeschäften an Pässe für eine geplante Flucht ins Ausland zu kommen. Im Palast gerät Jacky in Verkleidung mitten auf den Ball. Die Tochter der Diktatorin nimmt ihn mit in ihre Privatgemächer, wo sie ihn fast küsst. Kurz darauf wird Jacky aber von der, auf dem Ball anwesenden, Verwandtschaft als Mann enttarnt. Auf seiner Flucht durch den Palast legt er den „Großen Schleimer“ lahm und landet wieder im Schlafgemach der Colonelle. Nach einer Liebesnacht wird er dort gefunden und verhaftet. Da Revolutionäre den Palast stürmen wollen, um Jacky zu befreien, stimmt die alte Generalin einer Vermählung von Jacky und der Colonelle zu, will aber Jacky vorher die Zunge abschneiden. Daraufhin tötet seine Zukünftige ihre Mutter.
Die anschließenden Bilder zeigen Jacky als populären zukünftigen Präsidentengatten bei der Eröffnung von Schulen für Jungen und bei verschiedenen anderen offiziellen Anlässen. In der letzten Szene ist zu sehen, wie sich Jacky und seine Colonelle auf dem Balkon des Präsidentenpalastes outen, indem sie ihre Sachen ausziehen. Es stellt sich heraus, dass „La Colonelle“ ebenfalls ein Mann ist, der auf Wunsch seiner Mutter die weibliche Stammhalterin spielen musste. Das Volk sieht diese erstaunliche Szene, und mit einem einzelnen Ruf „Blasphemie“ endet der Film.

## Wissenswertes

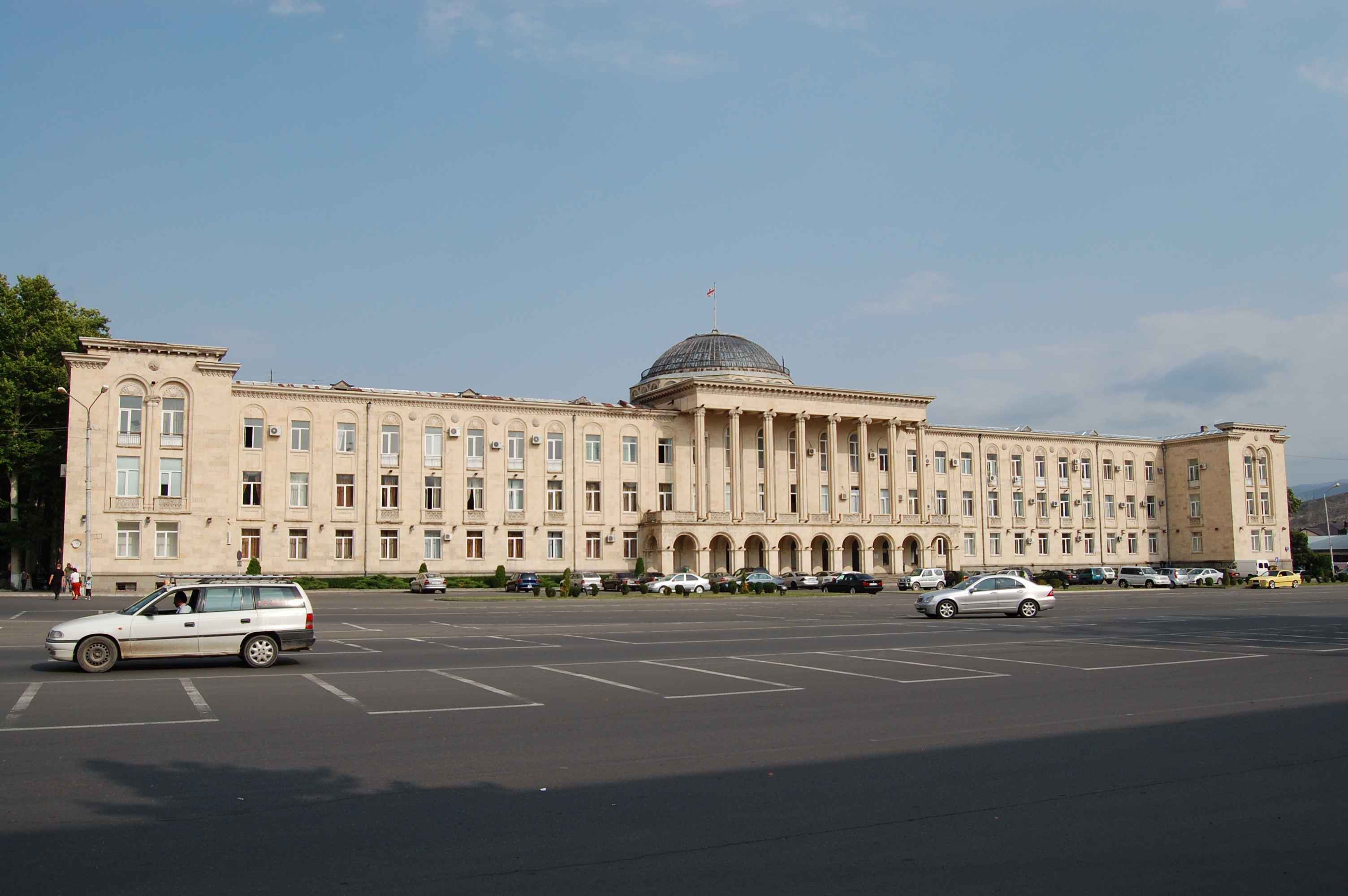
Stadthalle von Gori ist im Film der Palast

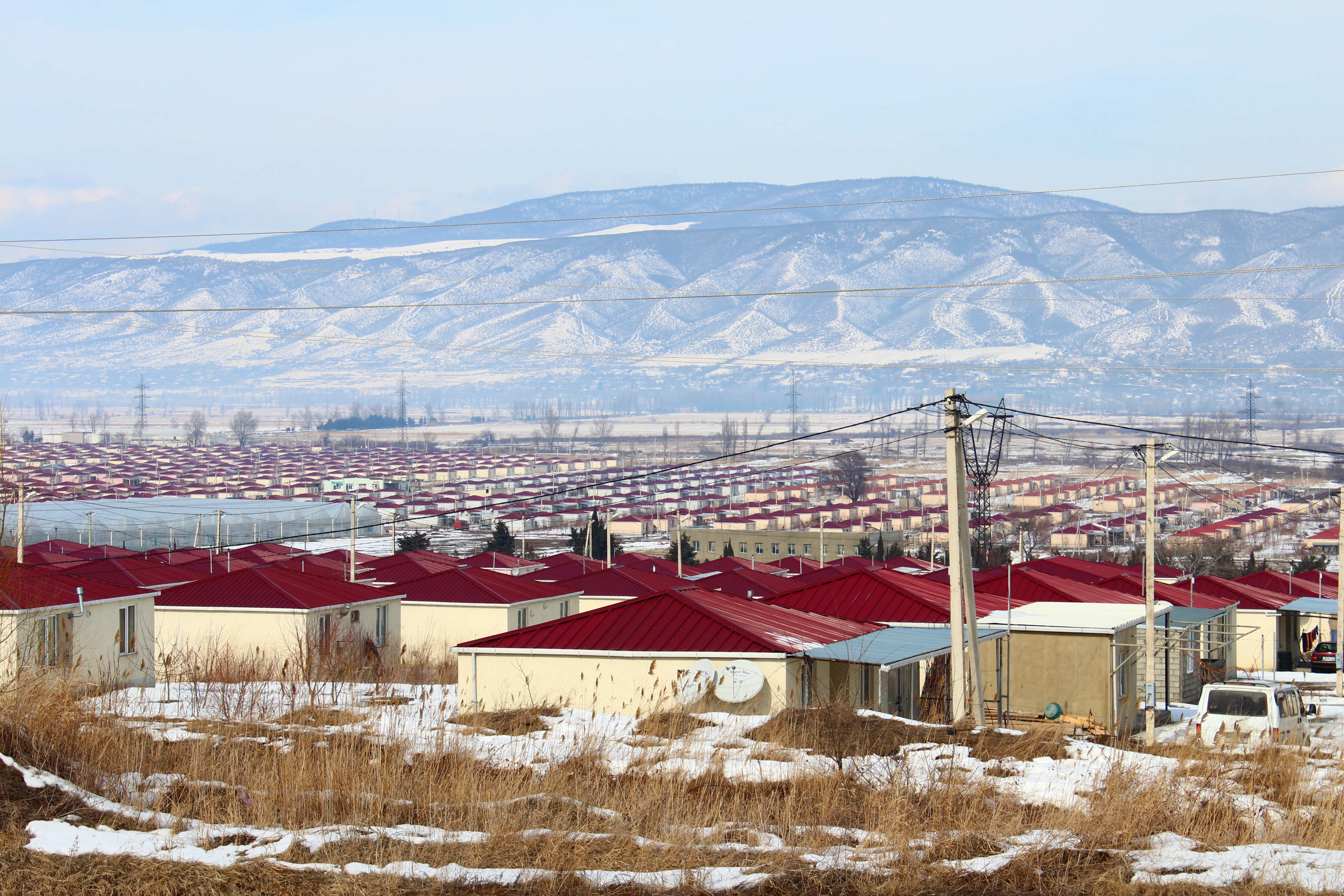
Siedlung Tserovani

Das fiktive Land Bubunne hat den gleichen Grundriss wie Georgien. Man sieht die Landkarte in der Szene mit dem „Großen Schleimer“. Für die Außenaufnahmen des Palastes der herrschenden Generälin diente die Stadthalle von Gori. Weitere Drehorte sind in Georgien die Ortschaften Tserovani, Rustavi, Tbilisi und das französische Filmstudio in Bry-sur-Marne.
Als Fahrzeuge sind in dem Film der UAZ-452 als Krankenwagen und mehrere der Busse PAZ-672 zu sehen. Als Schrift werden in der Republik Bubunne überzeichnete lateinische Buchstaben benutzt.

## Kritik
Der Filmdienst urteilt, die „pittoreske, surreal fabulierfreudige Karikatur speist sich aus Versatzstücken aus Sozialismus, islamischem Fundamentalismus, Militärdiktatur und Matriarchat, wobei die originäre Zeichen- und Sprachwelt ebenso überzeugt wie das Setting, auch wenn mancher Witz etwas überstrapaziert wird“. Weil die „Komödie auf realpolitische Anspielungen“ allerdings verzichtet, „fehlen klarere politische Aussagen“.
Cosima Lutz meint, „Sattoufs Vision eines Männer unterdrückenden Regimes gerät nun aber eben nicht zum frauenfeindlichen Manifest, auch nicht zur atheistischen Verspottung einer bestimmten Religion. Sondern entdeckt das Große Arschloch im System an sich, das sich seinen Machterhalt sichert, indem es eine religiöse Fabel ersinnt, ein Geschlecht über das andere herrschen lässt und dies als ewige Wahrheit verkauft. Die ist zwar abstrus, körperfeindlich und unappetitlich, fällt aber nicht immer so deutlich auf wie in ,Jacky‘.“

## Auszeichnungen
Bei seiner Premiere beim International Film Festival Rotterdam erhielt der Film den MovieZone Award. In der Begründung heißt es, der Film sei „wie ein klassisches Märchen, aber aus einer völlig anderen Perspektive“. Die Macher hätten eine „völlig neue Welt erschaffen“, der Film sei „lustig“ und hätte zudem eine „große Botschaft“.